# ザット'70sショー
『ザット'70sショー』（原題：That '70s Show）は、アメリカのテレビコメディドラマシリーズ。アメリカ・FOXテレビで、1998年から200エピソードを放送、2006年に終了。

## 概要
1970年代のアメリカのウィスコンシン州ポイント・プレイスが舞台で、フォアマン家の地下室を中心に物語が展開するレトロネタのシットコムである。フォアマン家のエリックを中心とし、その仲間ドナ、スティーブン、マイケル、ジャッキー、フェズ、さらにエリックの両親レッドとキティが、毎回恋愛やらドジやらでくだらない日常のドタバタ劇を演じる。
日本ではシーズン5は「アシュトン・Kの青春ハイスクール」として放送された。

## 登場人物
エリック・フォアマン(Eric Forman)
演：トファー・グレイス / 吹き替え：野島健児
1998年から2006年まで登場。気弱で頼りない優しい青年で、ずっと好きだった幼馴染みドナと、いろいろあってようやく彼氏になったが、ドナとは結婚寸前までいってドタキャンする。SFマニアで、特にスター・ウォーズが大好きである。また、フィギュアやプラモが趣味。父親レッドには役立たずと思われており、実際ほとんど何の才能もないが、ローラーディスコには隠れた才能があるが、皆に言うと袋だたきにあうので黙っている。母親キティに溺愛されており、いつまでも子供扱いされている。レッドの心臓発作で大学行きを諦めてからは、将来の自分を模索してずっと迷っていた。当初から主人公的存在だったが、シーズン7の途中でアフリカに行って教員になったということになって番組を降板した。シーズン8のフィナーレではカメオ出演する。
姉のローリーとは仲が悪く、赤毛のミッチは宿敵。虫などあらゆる動物が苦手で、気絶しそうになるほど血を見ることも苦手。スポーツも不得意。
ドナ・ピンチオッティ(Donna Pinciotti)
演：ローラ・プレポン / 吹き替え：米村千冬
1998年から2006年まで登場。フォワマン家の隣に住む赤毛のグラマーな女の子。シーズン7からは金髪に髪をそめた。エリックの彼女。ロック通で、ラジオで”ホット・ドナ”としてDJをしている。大柄で喧嘩も強い。世界中を旅するのが夢で、小説も書いていた。両親の離婚などで悩んでシーズン4ではケルソーとカルフォルニアに行ったが、エリックに連れ戻される。エリックと婚約し、シーズン6ではエリックと結婚して狭いトレーラーハウスで生活しようとしたが、将来に不安を感じたエリックにドタキャンされる。しかし理解を示してその後もずっと付き合っている。
スティーブン・ハイド(Steven Hyde)
演：ダニー・マスターソン / 吹き替え：佐々木望
1998年から2006年まで登場。カーリーヘアで常にグラサンを掛けたワイルドな青年。高校の給食調理師だった母親の失踪/家出により、ホームレスになって、フォワマン家の地下室に転がり込んで居候となる。マリファナを常用する不良青年だが、気骨があるため、レッドには息子以上に気に入られている。レオの写真店やホテルの厨房でバイトをしていたが、シーズン7で黒人実業家の実父が登場して、レコードショップのオーナーになった。アンジーという黒人の異母姉がいる。マイケルと別れた後のジャッキーと付き合って、結婚も考えていたが、シーズン7の最後で別れて、シーズン8ではベガスで泥酔し、ストリッパーのサマンサと電撃結婚して帰ってきた。
マイケル・ケルソー(Michael Kelso)
演：アシュトン・カッチャー / 吹き替え：渋谷茂
1998年から2006年まで登場。イケメンで女たらしだが底抜けにオバカ。ポイント・プレイスを見下ろす給水塔から落ちること、失火することを年中行事にしている。やたら危険な挑戦をするのが趣味。ジャッキーの最初の彼氏で、二人はくっついたり離れたりを繰り返していたが、同時にエリックの姉ローリーとも一時期付き合っていた。シーズン4でジャッキーに結婚を迫られてカリフォルニアに逃亡した。シーズン5ではアネット（ジェシカ・シンプソン）が彼女として登場する。シーズン6ではコンサートでブルックと出会って妊娠させてしまう。シーズン7ではホームステイ先を追い出されたフェズとアパートを借りた。未婚の父親になり、警察官を目指すが、シーズン8ではクビになり、その後シカゴでクラブの警備の仕事につくといってポイント・プレイスを離れた。
シーズン8では準レギュラーで、途中はほぼ登場しない。
ジャッキー・バークハート(Jackie Burkhart)
演：ミラ・クニス / 吹き替え：たかはし智秋
1998年から2006年まで登場。町の有力者の娘で、傲慢な高飛車女。元チアリーダー。ずっと金持ちを自慢していたが、父親が汚職で収監されてからは、一転して貧乏に。一時期、フォワマン家の地下室やドナの部屋に間借りしていた。シーズン8ではフェズのルームメイト。母親パメラ（ブルック・シールズ）は美貌だが、男あさりをして転々としており、親としての務めを果たしていない。仲間内では学年が一人だけ下で、年少だが、マイケルの彼女として彼を支配していた。マイケルと別れてからは、スティーブンと付き合うが、テレビキャスターになるのが夢で、シカゴにいってテレビの仕事につくか結婚かをスティーブンに迫った。しかし返事をもらえず、失意のところをマイケルと浮気しようとして目撃され別れた。
本名はジャクリーン・ベウラー・バークハート(Jacqueline Beulah Burkhart)。
フェズ(Fez)
演：ウィルマー・バルデラマ / 吹き替え：藤原堅一
1998年から2006年まで登場。ポイント・プレイス高校にきた交換留学生。どこの出身かをずっと隠しているが、アルゼンチンのようである。甘党で、キャンディーやチョコに目がない。歌とダンスに才能があり、妄想癖もある。フェズの妄想シーンではミュージカルスタイルとなるのが恒例。のぞき見が趣味のスケベな変態だが、女運が悪く、最初にできた彼女キャロル（アリソン・マン）は病的ストーカーで、次にできた彼女は身持ちの堅い大女ロンダ（シンシア・ラモンテーン）だった。免許センターの同僚ニーナ（ジョアンナ・カントン）も差別主義者を両親にもつ変人だったが、ようやく童貞を卒業する。交換留学期間が終了してホームステイ先を追い出されてからも不法滞在していたが、給水塔で落書きをしていて警察に捕まり、帰国することになったので、エリックの姉ローリーと偽装結婚してグリーンカードを手にした。美容院でシャンプー係をしている。
変態だが、女性的なセンスがあり、妙に繊細で、ケルソーに親友以上の愛情をしばしばみせる。しかしバイでもゲイではない。
レッド・フォアマン(Red Forman)
演： カートウッド・スミス / 吹き替え：宝亀克寿
1998年から2006年まで登場。
キティ・フォアマン(Kitty Forman)
演：デブラ・チョ・ルップ / 吹き替え：雨蘭咲木子
1998年から2006年まで登場。
ボブとミッジ・ピンキオッティ(Bob and Midge Pinciotti)
演：ドン・シュタルク（ボブ）/ 吹き替え：、タニア・ロバーツ（ミッジ）/ 吹き替え：
ボブは1998年から2006年まで登場。
ミッジは、1998年に放送されたシーズン6でゲスト出演を果たした後、第7シーズンから準レギュラーになり、2001年まで登場。
ローリー・フォアマン(Laurie Forman)
演：リサ・ロビン・ケリー / 吹き替え：落合るみ
1998年–2001年まで出演。
レオ(Leo)
演：トミー・チョン / 吹き替え：
1999年から2002年まで登場し、2005年から2006年まで再登場。
ランディ・ピアソン(Randy Pearson)
演：ジョシュ・マイヤーズ / 吹き替え：
シーズン8『"Somebody to Love"』を含む2005年から2006年まで登場。
Pastor Dave
演：ケヴィン・マクドナルド (俳優)

## ゲスト
- アシュリー・ドレイン
- アリソン・マン
- エイドリアン・フランツ
- パメラ・スー・マーティン
- ブルース・ウィリス
- メアリー・タイラー・ムーア
- ダニー・ボナデュース
- シャーリー・ジョーンズ
- リンジー・ローハン
- アイザック・ヘイズ
- グロリア・ゲイナー
- ポール・アンカ
- テッド・ニュージェント